# Пожелло, Игнатий Осипович
Игнатий Осипович Пожелло (14 февраля 1879  — 1916) — литовский крестьянин,  депутат Государственной думы III созыва от Ковенской губернии.

## Биография
Литовец по национальности, католик по вероисповеданию.  Крестьянин деревни Стейгвили Нацюнской волости Поневежского уезда Ковенской губернии. Образование получил в народном училище. Окончив училище, уехал в США, где больше года прожил в штате Иллинойс, работая на сахарном заводе. Вернулся на родину. Занимался земледелием на своей земле площадью 54 десятины, вёл культурное сельское хозяйство, внедряя десятипольную систему. Во время выборов в Государственную Думу был беспартийным.
19 октября 1907 избран в Государственную думу III созыва от общего состава выборщиков Ковенского губернского избирательного собрания. Вошёл в состав Трудовой группы. Состоял в думской комиссии о мерах по борьбе с пожарами и комиссии по переселенческому делу. Поставил свою подпись под законопроектами «О наделении безземельных и малоземельных крестьян землей», «О введении земства в Сибири», «Об учреждении окружного суда в Ростове-на-Дону», «Об изменении городского избирательного закона», «Об отмене смертной казни».
В течение деятельности в Думе, по крайней мере до 1910 года, оставался холостым.
В 1914 году, с началом Первой мировой войны, И. Пожелло был мобилизован в царскую армию.  Августе - сентябре 1915-го во время боёв под Вильнюсом он попал в немецкий плен и там погиб (умер от голода). Похоронен в общей могиле русских пленных.

## Семья
- Жена — Фелиция Пожелиене, во втором браке Шомкиене, урождённая Киршанкайте (Felicija Požėlienė Šomkienė  (Kiršanskaitė), 6 января 1890 — 25 января 1960)[1]
  - Сын — Петрас  Пожелло (Petras Požėla, 22 июня 1912—декабрь 1942)[1];
  - Дочь — Доната Байелиене (Donata Bajelienė (Požėlaitė), 1914—2002)[1]
  - Дочь — Мария Пожелайте (Marija Požėlaitė, 1915—1915), скончалась через 1 день[1]
- Сестра — Julijona Poželaitė[1];
- Брат — Kazimieras Požėla[1]
- Сестра  — Rozalija Lapinskienė[1]

## Сочинения
- Į visuomenę : [dėl žinių apie rusų apgyvendinimą Lietuvos dvaruose] / Dumos atstovai: A. Bulota, Pr. Keinys, Ign. Požela // Lietuvos ūkininkas. - 1910, saus. 6 (19) (Nr. 1), p. 2.

### Архивы
- Российский государственный исторический архив. Фонд 1278. Опись 9. Дело 616.